# Deutsche Frauenhaar-Sammlung

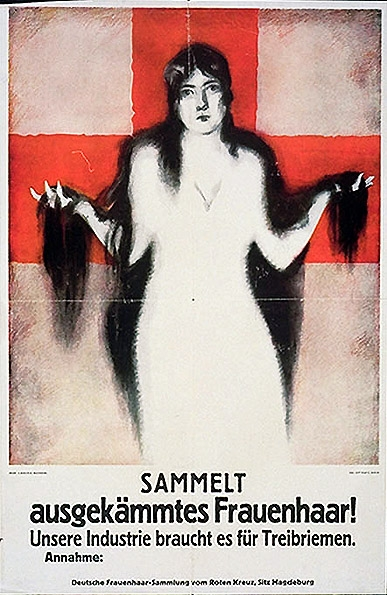
Plakat für die Frauenhaar-Sammlung (Jupp Wiertz, 1918)

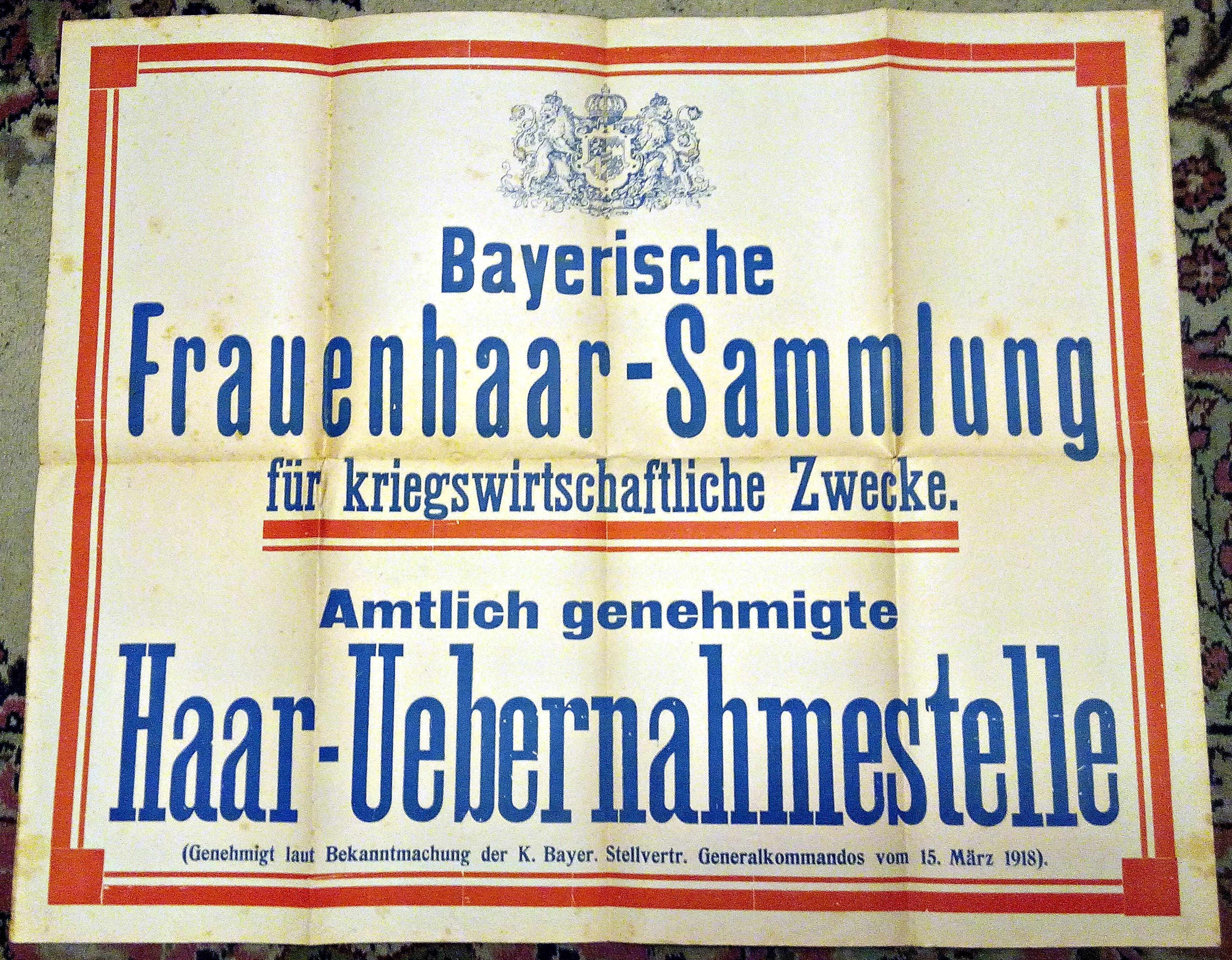
Plakat Bayerische Frauenhaar-Sammlung 1918

Die Deutsche Frauenhaar-Sammlung war eine vom Deutschen Roten Kreuz während des Ersten Weltkriegs organisierte Aktion für die öffentliche Spende von Frauenhaar. Zweck war die Beschaffung von Ersatz für kaum noch erhältliches Kamelhaar für die deutsche Kriegsindustrie (Treibriemen, Filzplatten und -dichtungen).
Es entwickelte sich ein regelrechter Spendeneifer, so dass der Mobilmachungsausschuss des Deutschen Roten Kreuzes sich veranlasst sah, nur ausgebürstetes Haar anzunehmen, um zu verhindern, dass sich Frauen und Mädchen die Haare abschnitten. Insgesamt wurden so während des Ersten Weltkrieges mehrere hundert Tonnen Haare gesammelt und der Industrie zugeführt. In den Plakaten und Aufrufen an die Bevölkerung nahm man Bezug auf Ferdinande von Schmettau, die ihr Haar zur Finanzierung der Befreiungskriege abschnitt und verkaufte, um den Erlös zu spenden.
Die Geschäftsanweisung für die Bayerische Frauenhaar-Sammlung (Augsburg, 1918) sagt in Abschnitt 8, dass mit Rücksicht auf den vaterländischen Zweck, die Haarspende möglichst unentgeltlich erfolgen solle. Es werde aber sicher auch Fälle geben, in denen man eine Vergütung verlange. Wenn dies eintrete, so solle man 1/2 bis 1 Pfennig pro Gramm Haare bezahlen, wobei immer noch ein deutlicher wirtschaftlicher Nutzen entstehe.    

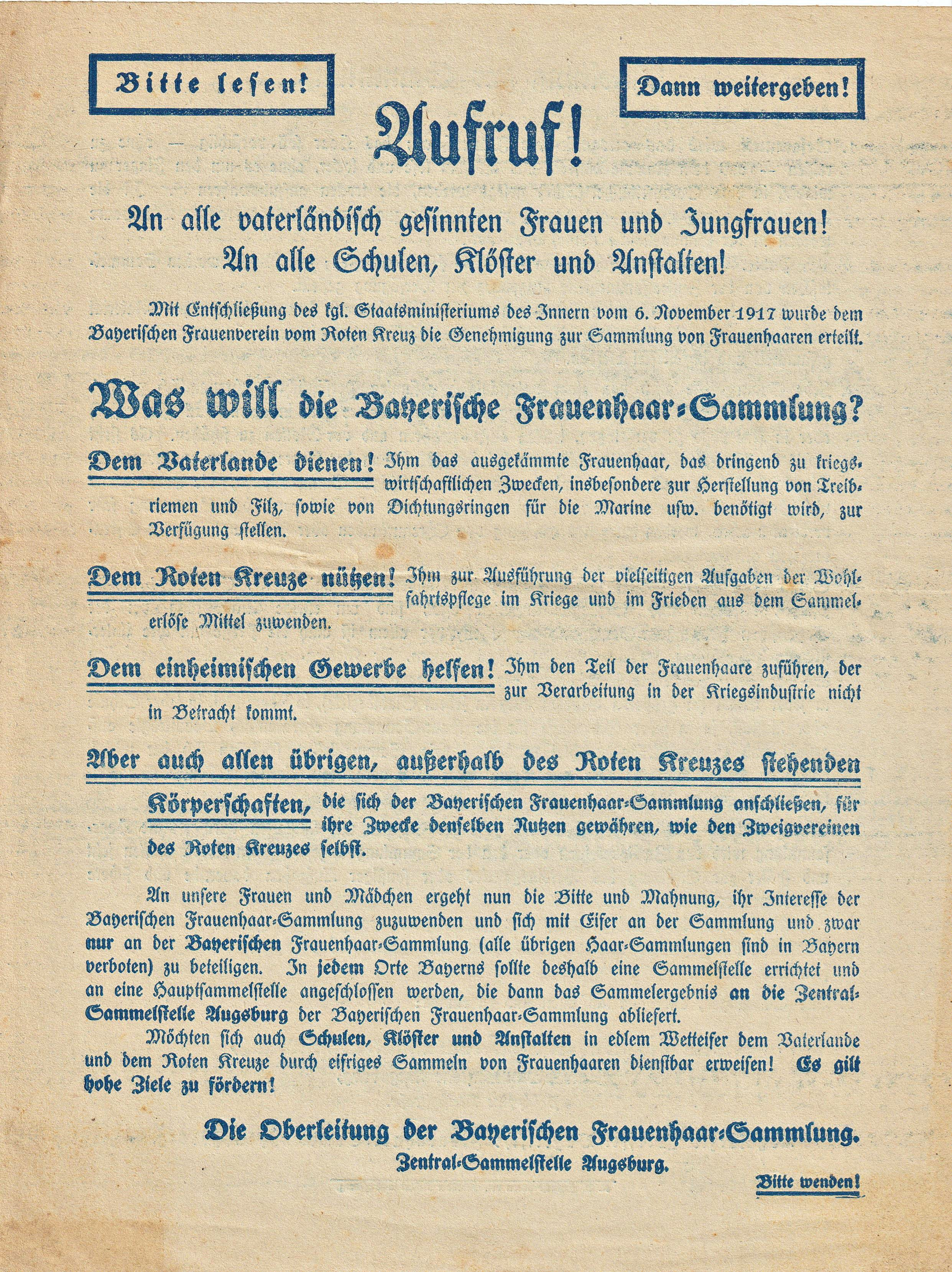
Bayerische Frauenhaar-Sammlung, Aufruf zur Spende, 1918
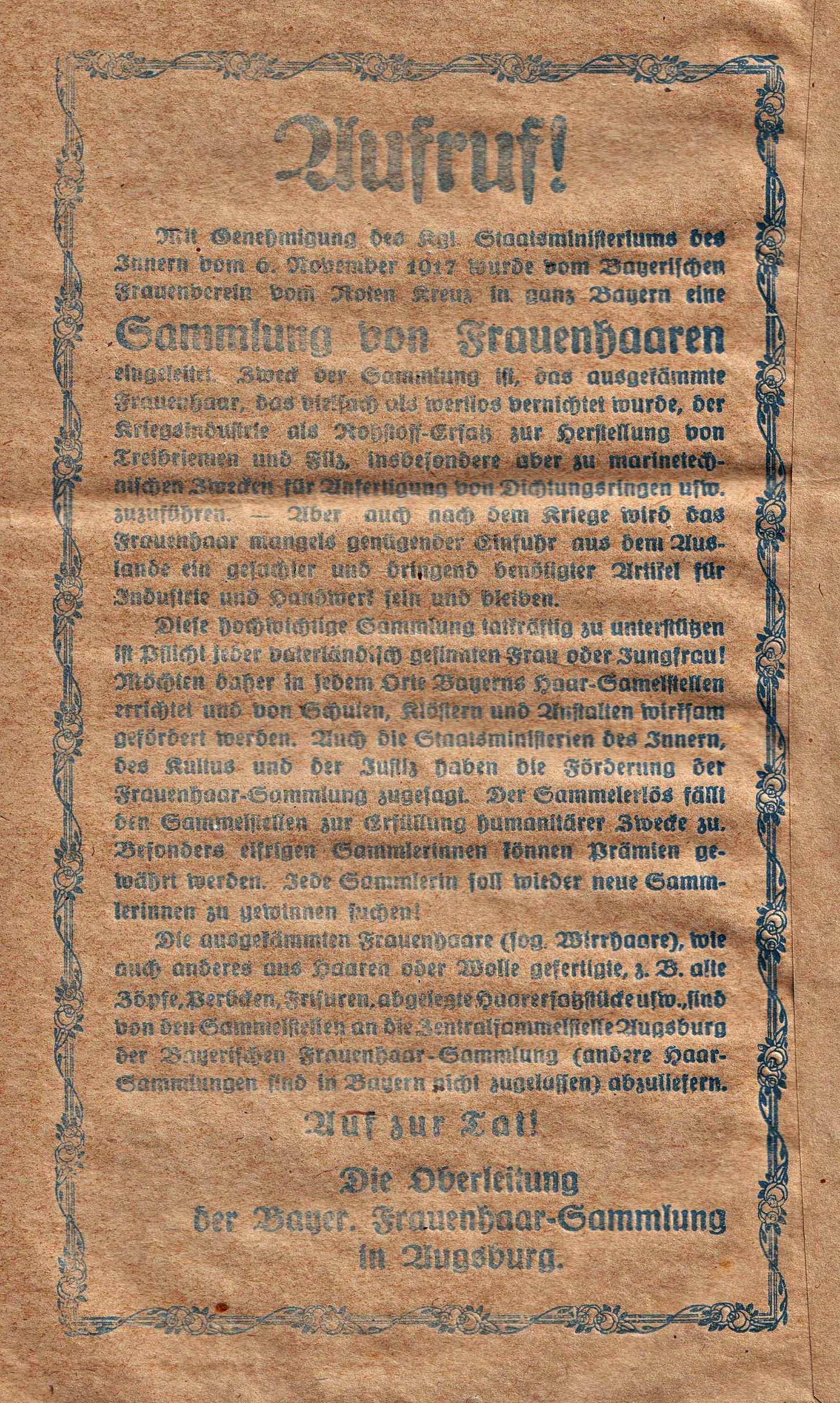
Bayerische Frauenhaar-Sammlung, Aufruf zur Spende, 1918
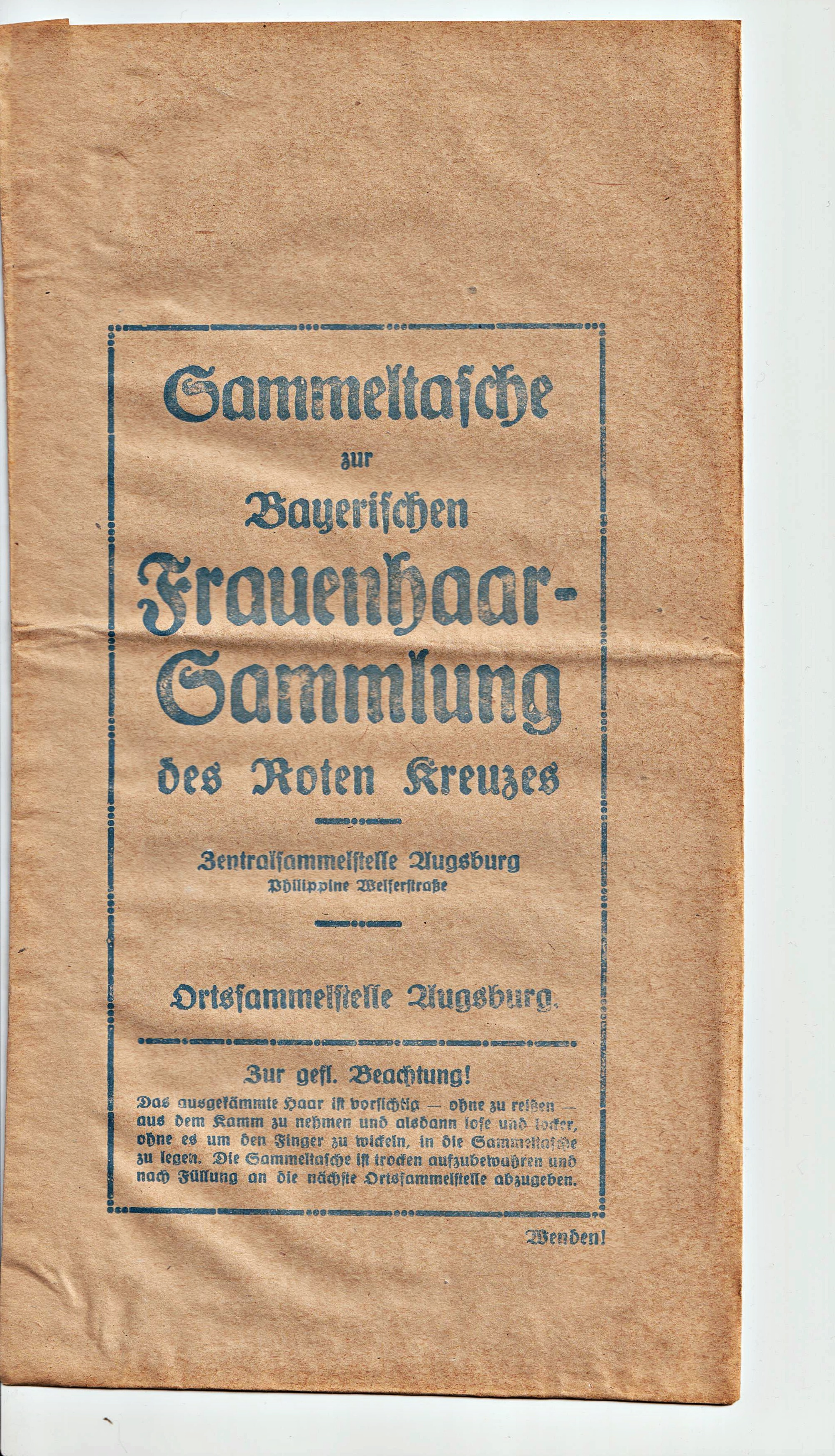
Bayerische Frauenhaar-Sammlung, Sammeltüte für Haare, 1918
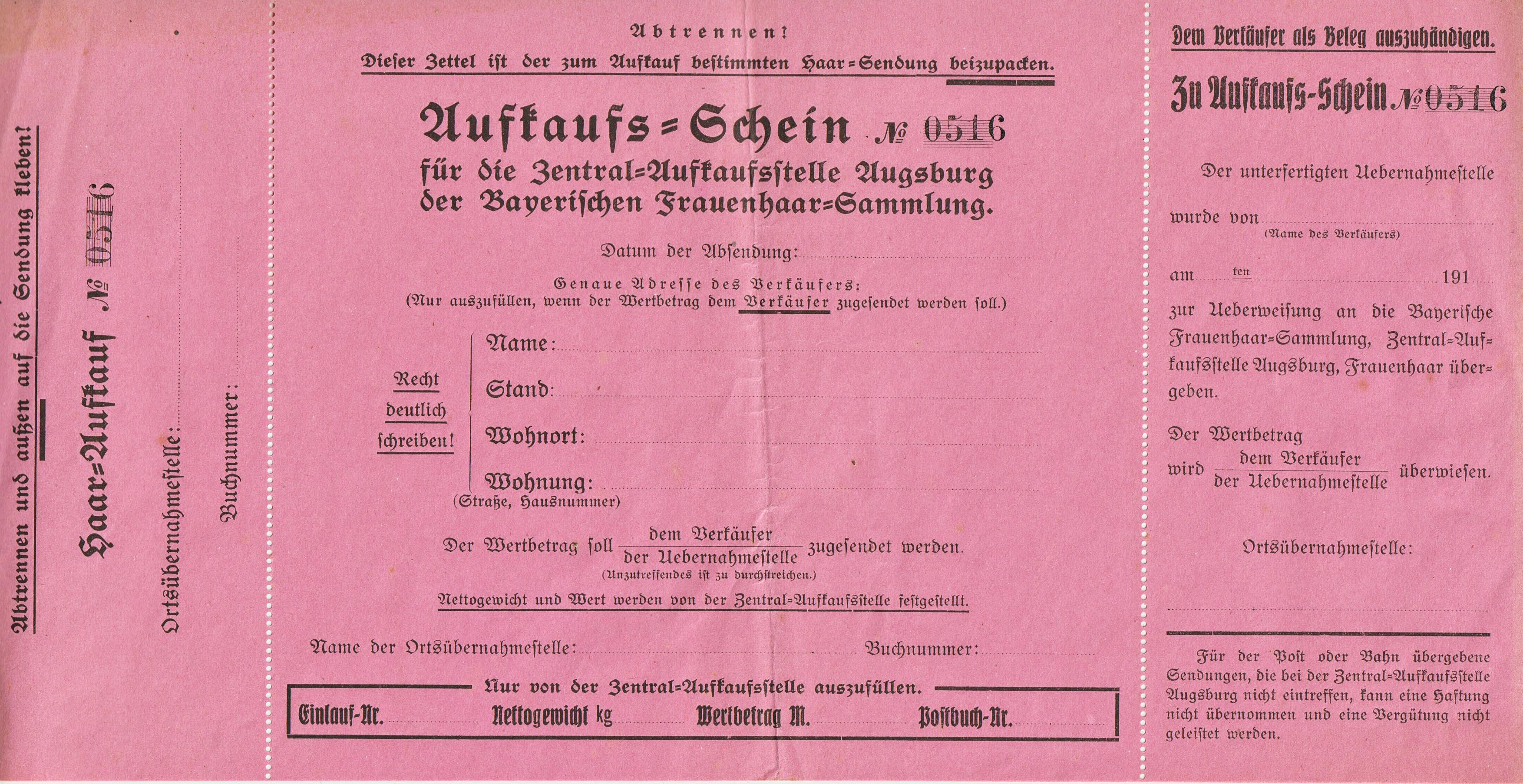
Bayerische Frauenhaar-Sammlung, Annahmeschein für Haare, 1918
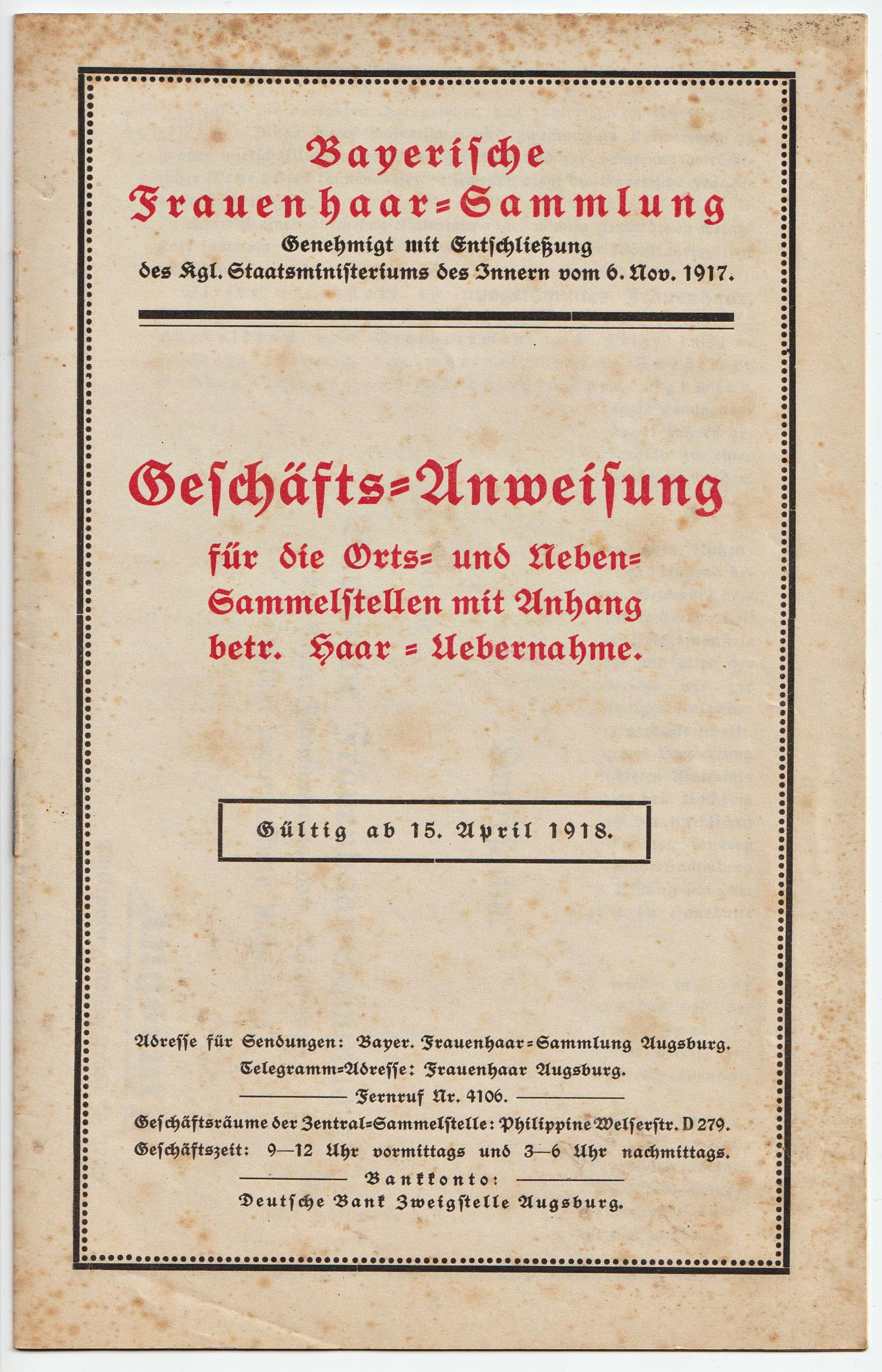
Bayerische Frauenhaar-Sammlung, Geschäftsanweisung, 1918